# دایشی سوزوکی
دایشی سوزوکی (ژاپنی: 鈴木 大誠؛ زادهٔ ۲۸ مهٔ ۱۹۹۶) یک بازیکن فوتبال اهل ژاپن است.
از باشگاه‌هایی که در آن بازی کرده‌است می‌توان به باشگاه فوتبال توکوشیما ورتیس و باشگاه فوتبال ریوکیو اشاره کرد.